# Pedro de Sousa Holstein
Pedro de Sousa Holstein 1º duca di Palmela (Torino, 8 maggio 1781 – Lisbona, 12 ottobre 1850) è stato un politico e militare portoghese.
Fu il leader dei cartisti, la fazione più conservatrice dei liberali portoghesi, rappresentò il Portogallo al Congresso di Vienna, fu per più mandato ministro degli esteri ministro e dal 1834 al 1835 e poi ancora nel 1842 e nel 1846, presidente del Consiglio dei Ministri. Fu anche ambasciatore a Copenaghen, Berlino, Roma, Madrid e Londra.
Con decreto datato 11 aprile 1812 gli venne conferito da Maria I del Portogallo il titolo creato ex novo di conte di Palmela, in seguito elevato a marchese con decreto del 3 giugno 1823 e quindi a duca il 13 luglio del 1833. Quest'ultimo titolo venne reso ereditario con rescritto datato 18 ottobre 1850, venendone confermato nella titolarità Domingos António Maria Pedro de Sousa Holstein, figlio secondogenito di Pedro. A Pedro erano inoltre stati riconosciuti i titoli di duca del Faial e conte di Sanfrè, nel regno di Sardegna.

## Biografia
Il duca di Palmela proveniva da una famiglia dell'aristocrazia, discendente diretto della famiglia reale portoghese dal ramo paterno e materno e anche discendente della casa reale danese da parte di padre. Suo padre era un diplomatico portoghese e per questa ragione nacque a Torino. Trascorse la giovinezza con la famiglia in diverse città europee.
Dal 1791 al 1795 frequentò un collegio di Ginevra, dopo di che fece ritorno in Portogallo e studiò all'Università di Coimbra. Si arruolò poi nell'esercito, e nel 1806 si trasferì a Roma, ove il padre era ambasciatore presso la Santa Sede. Quando il padre morì, fu il figlio a succedergli nell'incarico: con 21 anni d'età, divenne uno degli ambasciatori portoghesi più giovani di sempre.
Durante il suo soggiorno in Italia conobbe Wilhelm von Humboldt, e incominciò la sua traduzione de I Lusiadi in francese.

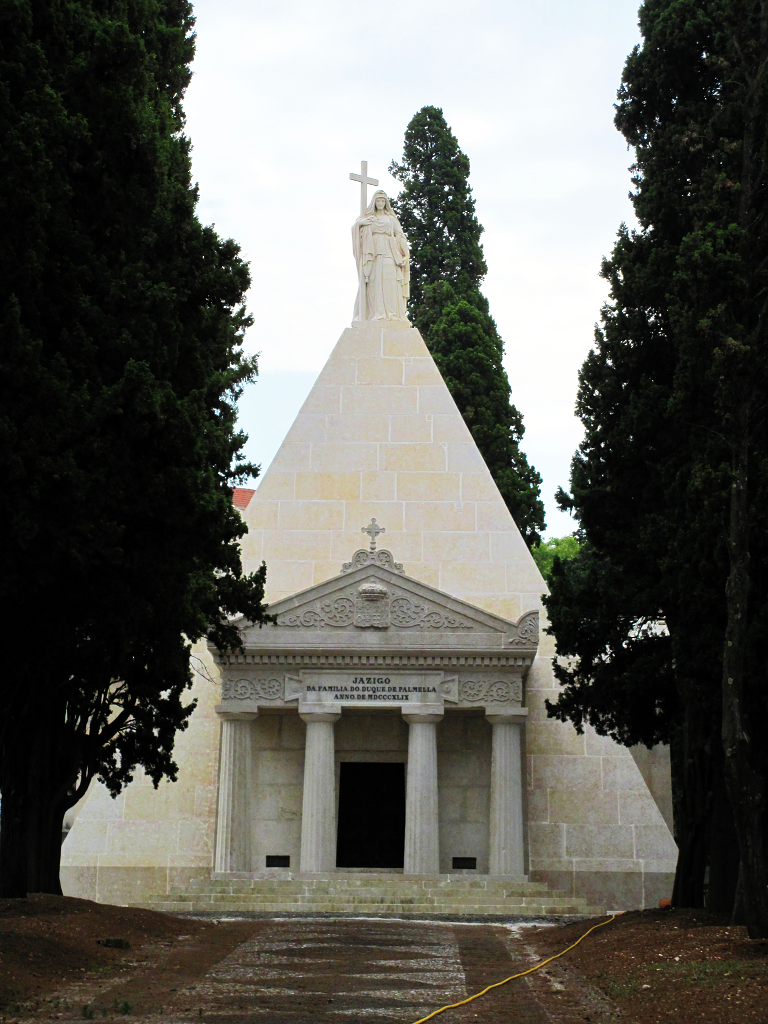
Mausoleo di Pedro de Sousa Holstein, al Cemitério dos Prazeres di Lisbona.

Nel 1807 tornò in Portogallo. Dopo l'occupazione da parte delle truppe napoleoniche, in novembre, Palmela continuò il suo servizio militare, prendendo parte alle battaglie per liberare il paese dal giogo francese.
Tuttavia, poiché era più versato nell'arte della diplomazia che in quella delle armi, il principe reggente Giovanni lo nominò ambasciatore a Madrid. Nel 1812 fu inviato come ambasciatore a Londra, e nel 1815 rappresentò il paese al Congresso di Vienna (ove difese instancabilmente la causa della restituzione al Portogallo di Olivença, occupata dalla Spagna), e fece ritorno a Londra dopo la fine dei negoziati.
Nel 1817 fu chiamato all'incarico di ministro degli esteri. In queste vesti, si recò a Rio de Janeiro, dove la corte portoghese risiedeva dal tempo dell'invasione francese. Tuttavia, contrario alla permanenza della corte in Brasile finì col rifiutare; solo dopo la Rivoluzione liberale del 24 agosto 1820, e il conseguente ritorno del re nel 1821, Palmela accettò l'incarico; ebbe come incombenza quella di tornare in Brasile e riaccompagnare il re nel ritorno trionfale in Portogallo.
Nel 1824, in seguito al tentativo di colpo di stato di matrice assolutista noto come Abrilada, promosso dalla regina Carlotta Gioacchina e dall'infante Michele, Palmela fu incarcerato nella Torre di Belém con l'accusa di essere il leader dei liberali. Tuttavia, Giovanni VI giunse a liberarlo, ricompensandolo con il titolo di marchese e con l'incarico di ambasciatore a Londra.
Dopo la morte di Giovanni VI (con l'ascesa al trono e l'immediata abdicazione di Pietro I, la reggenza di Maria, che si sarebbe dovuta sposare con l'infante Michele, e infine l'usurpazione del trono da parte di quest'ultimo, nel 1828), Palmela si dimise da ambasciatore e si trasferì a Porto, ove incontrò il duca di Saldanha, al fine di sollevare nella città un moto rivoluzionario contro gli assolutisti, noto come Belfastada. Quando il moto fallì, Palmela comprese che i liberali dovevano prepararsi adeguatamente se volevano battere Michele. Pertanto, abbandonò il Portogallo e partì per Londra, questa volta come esule politico.
Fu sepolto nel Cemitério dos Prazeres, nel più grande mausoleo privato d'Europa, con circa 200 salme e resti mortali della stessa famiglia. Il mausoleo con la sua forma piramidale richiama la simbologia massonica e, nella cappella all'interno si trovano statue di grandi scultori come Antonio Canova, José Joaquim Teixeira Lopes e Célestin-Anatole Calmels.

### Matrimonio e discendenza
Pedro de Sousa e Holstein sposò il 4 giugno 1810 nel palazzo dei marchesi di Nisa, a Lisbona, Eugénia Francisca Maria Ana Júlia Felizarda Apolónia Xavier Teles da Gama (Lisbona, 4 gennaio 1798 – São Mamede, Lisbona, 20 aprile 1848), figlia di Domingos Xavier de Lima e della consorte di questi, Eugénia Maria Josefa Xavier Teles de Castro da Gama, VII marchesa di Nisa, XI contessa di Vidigueira e VII contessa di Unhão. La coppia ebbe i seguenti figli:
- Alexandre Domingos António Maria Bento Raimundo de Sousa e Holstein (Cadice, 21 marzo 1812 - São José, Ponta Delgada, 21 giugno 1832), I conte di Calhariz, celibe e senza discendenza;
- Eugénia Maria Antónia Domingas Francisca José Coleta de Sousa e Holstein (Alcântara, Lisbona, 6 marzo 1813 - 1884), sposò Brás Maria José Baltazar da Piedade da Silveira e Lorena, IX marchese di Minas;
- Isabel Leopoldina Eugénia Antónia Domingas Martinha José Francisca de Sousa e Holstein (Alcântara, Lisbona, 12 novembre 1816 - 15 giugno 1819);
- Domingos António Maria Pedro de Sousa e Holstein (Londra, 28 giugno 1818 - São Mamede, Lisbona, 3 aprile 1864), I marchese di Faial, succedette al fratello come II conte di Calhariz e al padre come II duca di Palmela;
- Manuel Vicente António Domingos Francisco de Sousa e Holstein (Londa, 11 ottobre 1819 - Encarnação, Lisbona, 3 febbraio 1837);
- Maria Ana da Anunciação Josefa Francisca de Assis de Sales Xavier Antónia Domingas de Sousa e Holstein (Ajuda, Lisbona, 25 marzo 1821 - São Mamede, Lisbona, 21 marzo 1844), sposò Luís Brandão de Melo Cogominho Pereira de Lacerda, III conte di Terena e II marchese di Terena;
- Maria José de Sousa e Holstein (Ajuda, Lisbona, 27 settembre 1822 - 29 agosto 1834);
- Teresa Maria da Conceição Antónia Domingas José de Sousa e Holstein (Ajuda, Lisbona, 14 dicembre 1823 - Mercês, Lisbona, 11 giugno 1885), sposò Caetano de Sales Henriques Pereira de Faria Saldanha Vasconcelos de Lancastre, II conte di Alcáçovas;
- Rodrigo Maria José da Conceição da Rocha António Domingos Francisco de Sousa e Holstein (Ajuda, Lisbona, 13 dicembre 1824 - Mercês, Lisbona, 25 aprile 1840), marchese onorario di Palmela;
- Catarina Maria da Assunção Antónia Francisca Domingas Josefa de Sousa e Holstein (Londra, 22 agosto 1826 - Cascais, 7 ottobre 1885), sposò Francisco Xavier Lobo de Almeida de Melo e Castro, VIII conte di Galveias;
- Ana Rosa do Santíssimo Sacramento de Sousa e Holstein (Londra, 5 giugno 1828 - 16 maggio 1864), sposò António Francisco Lobo de Almeida de Melo e Castro (Galveias);
- Pedro Maria de Sousa e Holstein (Parigi, 5 gennaio 1830 - Parigi, 6 marzo 1830);
- Francisco de Borja Pedro Maria António de Sousa e Holstein (Parigi, 20 aprile 1838 - Carnide, 30 settembre 1878), marchese onorario di Palmela e I marchese de Sousa e Holstein;
- Tomás de Sousa e Holstein (Mercês, Lisbona, 31 dicembre 1839 - Santos-o-Velho, Lisbona, 22 settembre 1887), marchese onorario di Palmela e I marchese di Sesimbra;
- Filipe Maria José Pedro Estevão João Evangelista Francisco de Sales Xavier de Assis de Borja de Paula de Sousa e Holstein (Mártires, Lisbona, 26 dicembre 1841 - Funchal, Madera, 22 febbraio 1884), marchese onorario di Palmela e I marchese di Monfalim.

## Ascendenza
|                                                          |                                                    |                                                                          | Genitori                                                     |  |  | Nonni |  |  | Bisnonni                                 |  |  | Trisnonni                                  |  |
|                                                          |                                                    |                                                                          |                                                              |  |  |       |  |  | Felipe de Sousa, VII signore di Calhariz |  |  | Francisco de Sousa, VI signore di Calhariz |  |
|                                                          |                                                    |                                                                          |                                                              |  |  |       |  |  | Felipe de Sousa, VII signore di Calhariz |  |  | Francisco de Sousa, VI signore di Calhariz |  |
|                                                          |                                                    | Helena de Portugal Almeida                                               |                                                              |  |  |       |  |  | Felipe de Sousa, VII signore di Calhariz |  |  |                                            |  |
| Manuel de Sousa, IX signore di Calhariz                  |                                                    |                                                                          |                                                              |  |  |       |  |  | Felipe de Sousa, VII signore di Calhariz |  |  |                                            |  |
|                                                          |                                                    | Catarina de Meneses Telles da Silva                                      | Manoel Telles da Silva, I marchese di Alegrete               |  |  |       |  |  |                                          |  |  |                                            |  |
|                                                          |                                                    | Catarina de Meneses Telles da Silva                                      | Manoel Telles da Silva, I marchese di Alegrete               |  |  |       |  |  |                                          |  |  |                                            |  |
|                                                          |                                                    | Catarina de Meneses Telles da Silva                                      | Leonor Luiza Coutinho                                        |  |  |       |  |  |                                          |  |  |                                            |  |
| Alexandre de Sousa Holstein, I conte di Sanfré           |                                                    | Catarina de Meneses Telles da Silva                                      |                                                              |  |  |       |  |  |                                          |  |  |                                            |  |
|                                                          |                                                    | Friedrich Wilhelm I, III duca di Schleswig-Holstein-Sonderburg-Beck      | August, II duca di Schleswig-Holstein-Sonderburg-Beck        |  |  |       |  |  |                                          |  |  |                                            |  |
|                                                          |                                                    | Friedrich Wilhelm I, III duca di Schleswig-Holstein-Sonderburg-Beck      | August, II duca di Schleswig-Holstein-Sonderburg-Beck        |  |  |       |  |  |                                          |  |  |                                            |  |
|                                                          |                                                    | Friedrich Wilhelm I, III duca di Schleswig-Holstein-Sonderburg-Beck      | Hedwig Luise zur Schaumburg-Lippe                            |  |  |       |  |  |                                          |  |  |                                            |  |
| Maria Anna Leopoldine von Holstein-Sonderburg-Beck       |                                                    | Friedrich Wilhelm I, III duca di Schleswig-Holstein-Sonderburg-Beck      |                                                              |  |  |       |  |  |                                          |  |  |                                            |  |
|                                                          |                                                    | Maria Antonia Isnardi di Castello, II contessa di Sanfré                 | Francesco Antonio Isnardi di Castello, I conte di Sanfré     |  |  |       |  |  |                                          |  |  |                                            |  |
|                                                          |                                                    | Maria Antonia Isnardi di Castello, II contessa di Sanfré                 | Francesco Antonio Isnardi di Castello, I conte di Sanfré     |  |  |       |  |  |                                          |  |  |                                            |  |
|                                                          |                                                    | Maria Antonia Isnardi di Castello, II contessa di Sanfré                 | Maria Magdalena Grundemann von Falkenberg                    |  |  |       |  |  |                                          |  |  |                                            |  |
| Pedro de Sousa Holstein, I duca di Palmela               |                                                    | Maria Antonia Isnardi di Castello, II contessa di Sanfré                 |                                                              |  |  |       |  |  |                                          |  |  |                                            |  |
|                                                          | Rodrigo de Sousa Coutinho Castelo-Branco e Menezes | Fernão de Sousa de Castelo-Branco Coutinho e Menezes, X conte di Redondo |                                                              |  |  |       |  |  |                                          |  |  |                                            |  |
|                                                          | Rodrigo de Sousa Coutinho Castelo-Branco e Menezes | Fernão de Sousa de Castelo-Branco Coutinho e Menezes, X conte di Redondo |                                                              |  |  |       |  |  |                                          |  |  |                                            |  |
|                                                          | Rodrigo de Sousa Coutinho Castelo-Branco e Menezes | Luisa Simoa de Portugal                                                  |                                                              |  |  |       |  |  |                                          |  |  |                                            |  |
| Vicente Roque de Sousa Coutinho de Menezes Monteiro Paim | Rodrigo de Sousa Coutinho Castelo-Branco e Menezes |                                                                          |                                                              |  |  |       |  |  |                                          |  |  |                                            |  |
|                                                          |                                                    | Maria Antónia de São Boaventura Menezes Monteiro Paim                    | Roque Monteiro Paim                                          |  |  |       |  |  |                                          |  |  |                                            |  |
|                                                          |                                                    | Maria Antónia de São Boaventura Menezes Monteiro Paim                    | Roque Monteiro Paim                                          |  |  |       |  |  |                                          |  |  |                                            |  |
|                                                          |                                                    | Maria Antónia de São Boaventura Menezes Monteiro Paim                    | Joana Francisca de Menezes                                   |  |  |       |  |  |                                          |  |  |                                            |  |
| Isabel Juliana de Sousa Coutinho Paim                    |                                                    | Maria Antónia de São Boaventura Menezes Monteiro Paim                    |                                                              |  |  |       |  |  |                                          |  |  |                                            |  |
|                                                          |                                                    | Luís José da Câmara, signore delle Ilhas Desertas                        | Gastão José da Câmara Coutinho, signore delle Ilhas Desertas |  |  |       |  |  |                                          |  |  |                                            |  |
|                                                          |                                                    | Luís José da Câmara, signore delle Ilhas Desertas                        | Gastão José da Câmara Coutinho, signore delle Ilhas Desertas |  |  |       |  |  |                                          |  |  |                                            |  |
|                                                          |                                                    | Luís José da Câmara, signore delle Ilhas Desertas                        | Maria Benta de Noronha                                       |  |  |       |  |  |                                          |  |  |                                            |  |
| Teresa Rita Vital da Câmara                              |                                                    | Luís José da Câmara, signore delle Ilhas Desertas                        |                                                              |  |  |       |  |  |                                          |  |  |                                            |  |
|                                                          |                                                    | Isabel Maria de Mendonça e Moura                                         | Nuno Manuel de Mendonça, IV conte di Vale de Reis            |  |  |       |  |  |                                          |  |  |                                            |  |
|                                                          |                                                    | Isabel Maria de Mendonça e Moura                                         | Nuno Manuel de Mendonça, IV conte di Vale de Reis            |  |  |       |  |  |                                          |  |  |                                            |  |
|                                                          |                                                    | Isabel Maria de Mendonça e Moura                                         | Leonor de Maria Antónia de Noronha                           |  |  |       |  |  |                                          |  |  |                                            |  |
|                                                          |                                                    | Isabel Maria de Mendonça e Moura                                         |                                                              |  |  |       |  |  |                                          |  |  |                                            |  |